# Foszfolipidszkrambláz 3
A foszfolipidszkrambláz 3 a PLSCR3 gén által kódolt enzim. A többi szkramblázhoz (PLSCR1, PLSCR2, PLSCR4, PLSCR5) hasonlóan a PLSCR3 II-es típusú prolingazdag, az apoptózisban fontos membránfehérje. Az apoptózis szabályzása a sejtfejlődéshez és a szövethomeosztázishoz is fontos
Bár a szkramblázok feltehetően minden eukariótában jelen vannak, a PLSCR3 a mitokondriumokra jellemző fehérje. Ez azért fontos, mert a mitokondriumok az apoptózis útjában fontosak. E szkrambláz „a két lipidrész közti foszfolipid-transzlokációért felel”, melyek a mitokondrium belső és külső membránja. További kísérleti bizonyítékok szerint a PLSCR3 enzimatikus aktivitásának mechanizmusa és effektorai csekélyek.

## Hatása a mitokondriális kardiolipinre
A kardiolipinek mitokondriumspecifikus foszfolipidek a mitokondrium belső és külső membránjában. Számos tanulmány szerint a kardiolipin valószínűleg részt vesz a mitokondriális apoptózisban. R. Lee et al. tanulmánya szerint az apoptózis során a külső membrán kardiolipinkoncentrációja 10%-ról 30%-ra nő. Ez, akárcsak a PLSCR3 szerepe a mitokondriális apoptotikus hatásokban, valamint a mitokondriális külső membrán növekedése az apoptózis során, arra utal, hogy a PLSCR3 a kardiolipin-membrán újraelosztását befolyásolhatja. A tanulmány a kardiolipin-újraelosztás mitokondriális következményeit vizsgálta, és azt találta, hogy az fontos az oxidatív légzésben érintett fehérjéknek, például az ATP-szintáznak, ami érinti az ATP-termelést. A kardiolipinhiány vizsgálatakor kardiolipin-előállító enzim nélküli élesztőmutánsban bár a sejtek életképesek voltak, közepesen hiányos volt a mitokondriális energiaátvivő rendszerük.
Később kiderült, hogy a PLSCR3 a belsőből a külső mitokondriális membránba történő kardiolipin-újraelosztás effektora. Így mikor az a kardiolipint a belső mitokondriális membránból a külsőbe helyezi át, az indukált oxidatív foszforiláció erősen zavart lesz. Kísérletileg kiderült, hogy a megfelelő oxidatív foszforiláció hiánya közvetlenül összefügg a mitokondriális apoptózissal. Tehát e PLSCR3-indukált kardiolipin-újraelosztás az apoptózis során jelentős hatásokat vált ki a mitokondriális funkcióra.
Bár a kísérleti eredmények jelentősek és a mitokondriális apoptózis megértésében fontosak, csak kevés kísérlet vizsgálta a PLSCR3-at. Ezekívül számos kísérletben és tanulmányban a kísérleti eredmények iránti kétségeket fogalmaztak meg.
A neuronokban a kardiolipinek külső mitokondriális membránba kerülése a mitofágia jele.

## Klinikai jelentőség

### Mutációk
A PLSCR3–/–-zsírsejtek kevésbé képesek inzulinstimulált glükóz- és dezoxiglükóz-felvételre a vad típusúaknál legalább részben a GLUT4-expresszió csökkenése miatt. A PLSCR3-hiány a zsírhoz kapcsolódó inzulinrezisztenciához hasonló fenotípust okoz például lipidtartalmú adipociták keletkezésével, több intraabdominális zsírral, diszlipidémiával és nem megfelelő adiponektin- és leptinszinttel.
A foszfomimetikus PLSCR3T21D hatékonyabb fehérjét kódol a vad típusúnál és a foszfoinhibíciós T21A-mutánsnál is. A T21D-mutáns könnyíti a mitokondriális tBid-célzást, így az apoptózisasszociált PLSCR3-foszforiláció és aktiváció is érintett lehet a kardiolipin-újraelosztásban – feltehetően tBid-dependens utakon.
A kalciumkötő hely mutációja csökkenti a sejt proliferációját, mitokondriumtömegét és membránpotenciálját, hibás mitokondriális szerkezetet és légzést okozva. A vad típusú, illetve a mutáns PLSCR3 túlexpressziója növeli, illetve csökkenti az UV-indukált apoptózist. Ennek oka feltehetően a kardiolipin szabályzott mozgása a külső mitokondriális membránba, mely jelezheti a funkcionálisan károsodott mitokondriumok eltávolítását mitofágia révén vagy az apoptózist. Nem ismert, hogy képes-e más foszfolipideket, például foszfatidsavakat szállítani.

## Fordítás
Ez a szócikk részben vagy egészben  a   PLSCR3 című angol Wikipédia-szócikk ezen változatának fordításán alapul.  Az eredeti cikk szerkesztőit annak laptörténete sorolja fel. Ez a jelzés csupán a megfogalmazás eredetét és a szerzői jogokat jelzi, nem szolgál a cikkben szereplő információk forrásmegjelöléseként.